# Werner Eggerath

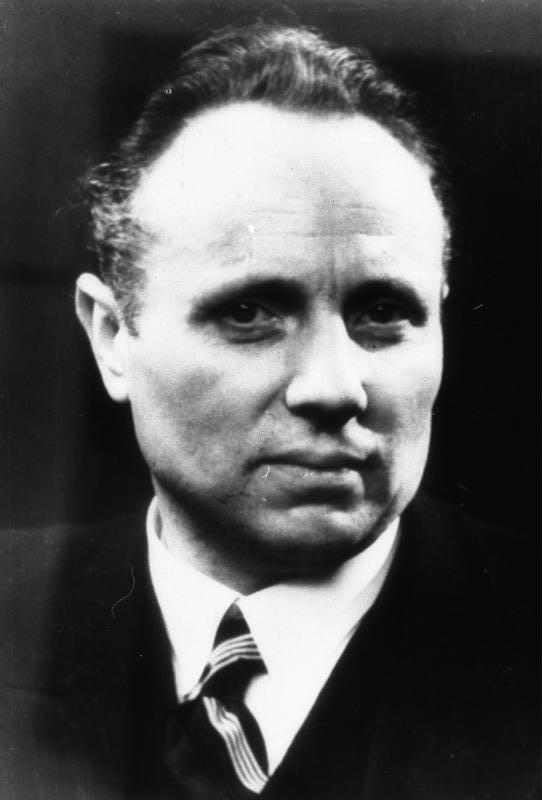
Werner Eggerath (1950)

Werner Eggerath (* 16. März 1900 in Elberfeld; † 16. Juni 1977 in Berlin) war ein deutscher Politiker (KPD/SED), Widerstandskämpfer gegen den Nationalsozialismus und Schriftsteller. Er war von 1947 bis 1952 Ministerpräsident des Landes Thüringen und von 1949 bis 1954 Mitglied der Volkskammer.

## Leben
Werner Eggerath war der Sohn eines Stuckateurs. Er absolvierte eine Schlosserlehre, arbeitete als Maschinist, Bergmann, Heizer, Transport- und Hafenarbeiter sowie Kraftfahrer. Von September 1918 bis März 1919 war er Soldat. Ab 1919 war er gewerkschaftlich organisiert, kämpfte 1920 in der Roten Ruhrarmee und flüchtete anschließend in die niederländische Provinz Limburg. Er lebte 1923 im deutschen Grenzort Gangelt, trat 1924 der KPD bei, wirkte als Parteifunktionär auf regionaler Ebene und als Arbeiterkorrespondent. 1929 wurde er Stadtverordneter in Neuss, 1932 Unterbezirksleiter der KPD in Wuppertal.
Von 1932 bis 1934 besuchte er die Internationale Lenin-Schule in Moskau und arbeitete danach illegal für die Revolutionäre Gewerkschafts-Opposition (RGO) und die deutsche KPD-Landesleitung. 1935 wurde er verhaftet und 1936 vom Volksgerichtshof wegen Vorbereitung zum Hochverrat zu 15 Jahren Haft verurteilt, die er zum Teil im Zuchthaus Münster und im Strafgefängnis Bochum verbüßte.

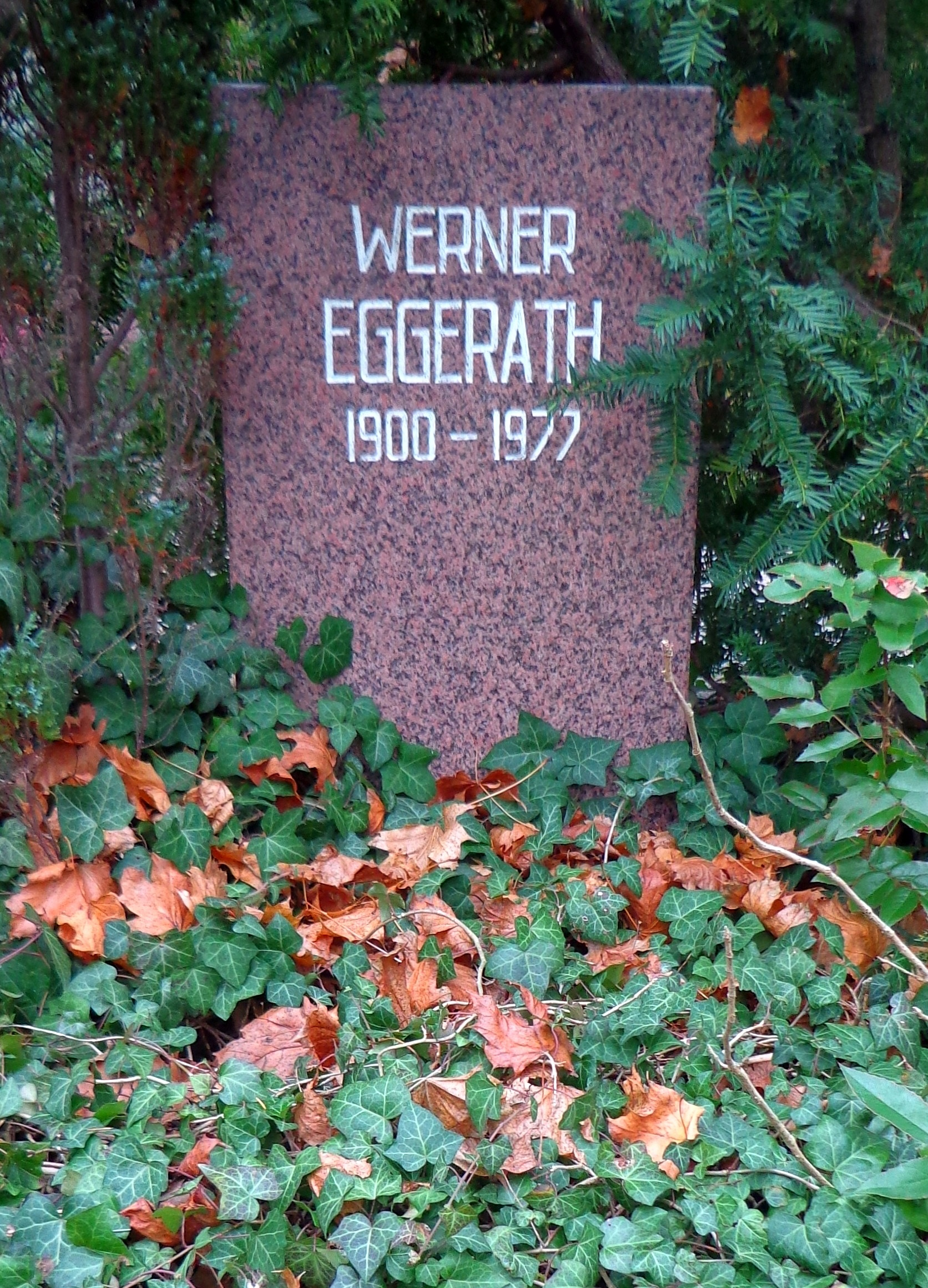
Grabstätte

Nach seiner Befreiung zog Eggerath nach Eisleben, wo er im Juli 1945 zum Landrat des Mansfelder Seekreises ernannt wurde. Im Oktober 1945 wurde er erster Sekretär der KPD-Bezirksleitung Thüringen, 1946 Abgeordneter des Thüringer Landtags und Landesvorsitzender der SED von Thüringen. Von Mai bis Oktober 1947 amtierte er als Innenminister (Nachfolger von Ernst Busse). Als Nachfolger des in den Westen geflohenen Rudolf Paul wurde Eggerath im Oktober 1947 Regierungspräsident (Ministerpräsident) des Landes Thüringen. Dieses Amt hatte er bis zur Auflösung der Länder in der DDR 1952 inne. Daneben war er 1948/1949 Mitglied des Deutschen Volksrates und bis 1954 Abgeordneter der Volkskammer.
Von 1952 bis 1954 war Eggerath Staatssekretär beim Ministerpräsidenten der DDR und federführend an der „Aktion Ungeziefer“ beteiligt. Danach war er bis 1957 Botschafter in Rumänien (Nachfolger von Georg Ulrich Handke) und von 1957 bis 1960 erster Staatssekretär für Kirchenfragen. Ab 1961 lebte er als freischaffender Schriftsteller in Berlin.
Seine Urne wurde in der Grabanlage Pergolenweg des Berliner Zentralfriedhofs Friedrichsfelde beigesetzt.

## Auszeichnungen und Ehrungen
- Vaterländischer Verdienstorden (VVO) in Silber (6. Mai 1955), in Gold (1965), Ehrenspange zum VVO in Gold (1970)
- Medaille für Kämpfer gegen den Faschismus 1933 bis 1945 (1958)
- Fritz-Heckert-Medaille (1959)
- Verdienstmedaille der DDR (1959)
- Orden Banner der Arbeit (1960)
- Nationalpreis der DDR III. Klasse (1960)
- Ernst-Moritz-Arndt-Medaille (1960)
- Friedensmedaille (1960)
- Ernennung zum Ehrensenator der Universität Jena (1966)
- Carl-von-Ossietzky-Medaille (Friedensrat der DDR) (1970)
- Karl-Marx-Orden (1975)
- Straßenbenennung im Erfurter Stadtteil Wiesenhügel (bis 1991)
- Anlässlich des 80. Geburtstages von Eggerath gab die Deutsche Post der DDR 1980 eine Sondermarke in der Serie Persönlichkeiten der deutschen Arbeiterbewegung heraus.

## Schriften
- Nur ein Mensch. Thüringer Volksverlag Weimar, 1947.
- 10 000 Kilometer durch das Sowjetland. Erlebnisbericht. Thüringer Landesverlag Weimar 1949.
- Die Stadt Im Tal. Dietz Verlag, Berlin, 1952.
- Die Entscheidung des Dr. Ringler. Dietz Verlag, Berlin, 1956.
- Kein Tropfen ist umsonst vergossen. Verlag Tribüne, 1959.
- Wassereinbruch! Dietz Verlag, Berlin, 1960.
- Der Kosakengeneral und andere Geschichten. Dietz Verlag, Berlin, 1961.
- Im Land der blauen Flammen. F. A. Brockhaus, Leipzig 1964.
- Quo Vadis Germania. Urania-Verlag, 1965.
- Unruh im engen Tal. Verlag Tribüne, Berlin 1969
- Die fröhliche Beichte. Ein Jahr meines Lebens. Dietz Verlag, Berlin, 1975.